# Carea effusa
Carea effusa är en fjärilsart som beskrevs av Swinhoe 1901. Carea effusa ingår i släktet Carea och familjen trågspinnare. Inga underarter finns listade i Catalogue of Life.